# Kamov Ka-31
Kamov Ka-31 (tên hiệu NATO 'Helix') là một máy bay trực thăng quân sự được phát triển cho Hải quân Liên Xô và hiện đang hoạt động trong hải quân Nga và Ấn Độ, Trung Quốc trong vai trò cảnh báo sớm trên không.
Như với mọi máy bay Kamov ngoại trừ dòng Ka-60/-62, chiếc Ka-31 có cánh quạt chính quay ngược chiều đồng trục. Khung Ka-31 dựa trên Kamov Ka-27. Một đặc điểm dễ nhận dạng của Ka-31 là ăng ten lớn của radar cảnh báo sớm, hoặc đang quay hoặc gấp lại và được xếp dưới thân. Điểm thứ hai là việc giảm bớt kích thước bướu đựng bộ cảm biến điện quang bên dưới buồng lái. Càng máy bay có thể được thu lại để tránh gây nhiễu radar.

## Thiết kế và phát triển
Công ty Cổ phần Kamov (khi ấy là Kamov DB), đã bắt đầu phát triển trực thăng hải quân trọng lượng trung bình Ka-31 vào năm 1980 và chuyến bay đầu tiên diễn ra năm 1987. Phát triển này là kết quả trực tiếp của việc hủy bỏ dự án máy bay AWACS Antonov An-71. Chiếc An-71 được dự định để được triển khai trên chiếc tàu sân bay thực sự đầu tiên của hải quân Liên Xô, Đô đốc Kuznetsov (khi đó được gọi là Tbilsi). Dự án An-71 bị hủy bỏ để nhường chỗ cho Yakovlev Yak-44. Dù Yak-44 đang được phát triển (và vẫn chưa bị hủy bỏ vào thời điểm đó), hải quân Liên xô muốn có một biện pháp tạm thời và bắt đầu đầu tư vào những phương tiện có thể khác để hoạt động như một AEW, trên biển.

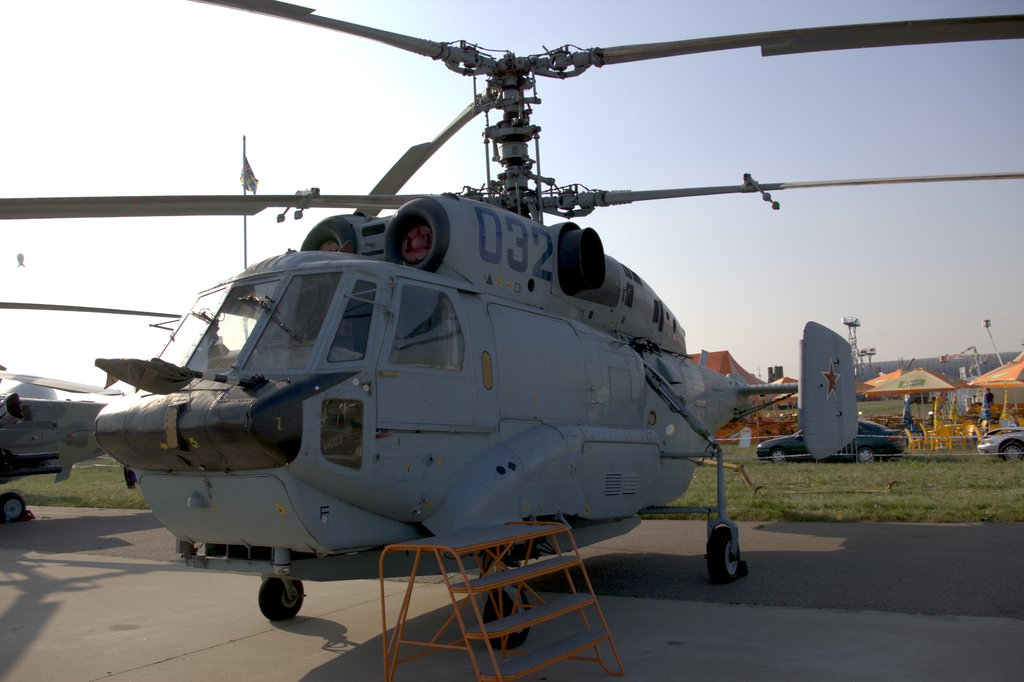
Kamov Ka-31 tại MAKS 2007

Với những kinh nghiệm có được trong việc sử dụng các trực thăng hoạt động trên biển, hải quân Liên Xô đã lựa chọn khung sườn loại Kamov Ka-27 đã được thử nghiệm và đáng tin cậy. Phòng Thiết kế Kamov đã trong quá trình phát triển Ka-29. Viện Kỹ thuật Radio Nizhny Novgorod đang làm việc với một thiết kế radar sẽ được sử dụng trên chiếc An-71, thiết kế tương tự (với những thay đổi thích hợp). Nên chúng được ghép với nhau năm 1980 và thiết kế được gọi là Ka-29RLD. Việc phát triển radar mất nhiều thời gian và mãi tới năm 1987, chuyến bay đầu tiên mới diễn ra. Phiên bản sản xuất của Ka-29RLD/-31 rất khác so với phiên bản gốc Ka-29.
Một số đặc tính riêng của Kamov Ka-31 gồm:
- Loại bỏ bướu đựng bộ cảm biến điện quang bên dưới buồng lái.
- Buồng lái rộng hơn KA-27/29, với thêm 2 MFD.
- Không có khả năng chống tàu ngầm.
- Thêm hệ thống định vị toàn cầu 12 kênh Kronstadt Kabris.
- Động cơ là loại mạnh hơn Klimov TV3-117VMAR x 2. (Ka-27 sử dụng TV3-117BK)
- TA-8Ka APU được lắp thêm để cấp năng lượng cho RADAR và C4ISR
- Thiết bị thông tin số 16 kênh với tầm hoạt động lên tới 250 dặm (400 km).

### Sửa đổi
Một số thay đổi kỹ thuật so với Ka-29 gồm, thay đổi ở động cơ, thêm các APU và quan trọng nhất là một hệ thống thủy lực nữa. Radar là E-801M OKO ("EYE") được thiết kế bởi Viện Kỹ thuật Radio Nizhny Novgorod.
Các biến thể hoạt động được chuyển giao cũng có một Thiết bị ghi thông tin bay được thiết kế bởi Viện Kỹ thuật điện St.Petersburg/Leningrad, được lắp ở đuôi. Tới thời điểm Yak-44 bị hủy bỏ, trách nhiệm Chỉ huy và điều khiển được giao thêm cho KA-29RLD/Ka-31.
Dù được định danh chính thức là một thiết bị radar, nhiều nâng cấp đã được thêm vào để biến nó thành một máy bay AWACS.

## Lịch sử hoạt động
Việc phát triển và thử nghiệm bắt đầu năm 1987 với thái độ nghiêm túc, nhưng chúng đã bị ảnh hưởng bởi tình hình rối loạn chính trị và cắt giảm ngân sách hồi cuối thập niên 1980 và đầu 1990. Cuối cùng chiếc máy bay đi vào hoạt động với số lượng rất hạn chế trong hải quân Nga năm 1995 trên Tàu sân bay lớp Đô đốc Kuznetsov và các tàu khu trục lớp Sovremenny.
Hải quân Ấn Độ đã đặt hàng 4 Ka-31 radar năm 1999, và thêm 5 chiếc nữa năm 2001. Việc sản xuất với đầy đủ công suất loại máy bay này bắt đầu năm 2002. Gói đầu tiên gồm bốn chiếc đi vào hoạt động trong hải quân Ấn Độ tháng 4 năm 2003. Gói thứ hai được giao hàng năm 2005.
Với việc hải quân Ấn Độ đang trở thành một lực lượng sở hữu tàu sân bay, họ không chỉ hoạt động các máy bay trực thăng từ tàu sân bay và tàu khu trục, mà còn từ các căn cứ không quân gần bờ biển. Hoạt động trong hải quân Ấn Độ đã tiết lộ một hạn chế lớn của loại máy bay này, nó bị hạn chế về khả năng chịu đựng/tầm hoạt động, yếu tố quan trọng hàng đầu của một Lực lượng đặc nhiệm/Nhóm chiến đấu. Vì thế, HAL được giao nhiệm vụ thử nghiệm và có thể lắp đặt một hệ thống tái nạp nhiên liệu giữa các máy bay trực thăng. Tương tự, khi hoạt động ở Ấn Độ, chiếc máy bay nhận được hệ thống Abris GPS với đặc điểm một thiết bị thu 12 kênh và lựa chọn sử dụng các tham khảo chênh lệch GPS, được thiết kế lại bởi chính Kronstad.
Các gói sau có đặc điểm ở thiết bị hoa tiêu cho các bản đồ địa hình số, cảnh báo gần mặt đất, tự động cảnh báo tiếp cận vật cản, hoa tiêu tự động trên những tuyến đường đã được lập trình trước, ổn định khi bay và tự động trở về và hạ cánh trên tàu mẹ/căn cứ và thông tin liên quan tới trạng thái chiến thuật của máy bay.

## Các bên sử dụng
Nga
- Hải quân Nga

 Liên Xô
- Hải quân Liên xô - Ka-29RLD (chỉ các nguyên mẫu)

 Ấn Độ
- Hải quân Ấn Độ

 Trung Quốc
- Không quân Quân đội Giải phóng Nhân dân

Xuất hiện tin đồn năm 2010 rằng PLAN đã yêu cầu ít nhất một trực thăng Ka-31 AEW để đánh giá. Tổng cộng 9 chiếc được cho là đã được đặt hàng. Những chiếc máy bay dự kiến sẽ đóng căn cứ trên những tàu sân bay Nga và tàu sân bay tự đóng đang được thực hiện. Những chiếc đầu tiên đã được giao tháng 11 năm 2010.

## Tiêu chuẩn kỹ thuật (Ka-31)
- Phi đội: Hai (Phi công+NSO)
- Chiều dài: 12.5m
- Sải cánh: 2x 14.50 m (2x 47 ft 7 in)
- Chiều cao: 5.6m
- Trọng lượng cất cánh tối đa: 12,200 kg
- Động cơ: Isotov TV3-117VMAR
- Kiểu động cơ: turbine trục
- Số cánh quạt: 2
- Công suất: 1633 kW (2217.7 hp)
- Tốc độ tối đa: 250 km/h (135 knots, 166 mph)
- Tốc độ bay tuần tra: 205 km/h (110 knots, 126 mph)
- Tầm hoạt động: 600 km (324 hải lý)
- Trần bay: 3500 mét (11,483 feet)